# Champ Car Grand Prix de Montreal
Champ Car Grand Prix de Montreal (также известная как Molson Indy Montreal и Гран-при Монреаля) — это один из канадских этапов ныне не существующего формулического чемпионата Champ Car.

## История соревнования
Первоначально имя Molson Indy Montreal носила созданная в 1984 году на овальной трассе Sanair Super Speedway одна из канадских гонок серии CART. То соревнование проводилось три года, после чего покинуло календарь серии.
Возвращение гонок на машинах с открытыми колёсами в Квебек произошло спустя 16 лет. Календарь серии CART к тому моменту всё больше теряла американские этапы, заполняя их место этапами в других странах. Одна из таких гонок и приехала в Канаду, став третьим (после Ванкувера и Торонто) этапом чемпионата в стране кленового листа в том сезоне. Гонку принял автодром на острове Нотр-Дам в Монреале.
Этап в Монреале просуществовал пять лет, пока не был заменён на другую квебекскую гонку: в Мон-Трамблан. Освободившийся уик-энд пустовал недолго и уже в том же 2007 году место гонки ChampCar на трассе имени Жиля Вильнёва занял этап серии NASCAR Nationwide.

### Победители гонки
Монреальская гонка, несмотря на свою относительно долгую историю так и не смогла покориться одному гонщику два или более раз. Ближе других к этому был испанец Ориоль Сервия, финишировавший в 2003 году на втором месте — менее чем в двух секундах от победителя гонки.
Для команд проклятье одной победы было снято в 2005 году, когда всё тот же Сервия принёс Newman/Haas Racing вторую победу в монреальской гонке.
Первые три гонки в рамках этапа выигрывали только пилоты из США, а последние пять — только представители других стран.
Дважды в истории этапа на нём первенствовал будущий чемпион серии того сезона: в 1986 году выиграл Бобби Рэйхол, а в 2006 — Себастьен Бурде.

## Победители

### CART / ChampCar
| Сезон                        | Гонщик                | Шасси                 | Двигатель             | Команда                 | Отчёт                 |
| Sanair Super Speedway        | Sanair Super Speedway | Sanair Super Speedway | Sanair Super Speedway | Sanair Super Speedway   | Sanair Super Speedway |
| ---------------------------- | --------------------- | --------------------- | --------------------- | ----------------------- | --------------------- |
| 1984                         | Дэнни Салливан        | Lola                  | Cosworth              | Doug Shierson Racing    | Отчёт                 |
| 1985                         | Джонни Ратерфорд      | March                 | Cosworth              | Alex Morales Autosports | Отчёт                 |
| 1986                         | Бобби Рэйхол          | March                 | Cosworth              | TrueSports              | Отчёт                 |
| Автодром имени Жиля Вильнёва |                       |                       |                       |                         |                       |
| 2002                         | Дарио Франкитти       | Lola                  | Honda                 | Team Green              | Отчёт                 |
| 2003                         | Мишель Журден         | Lola                  | Ford-Cosworth         | Team Rahal              | Отчёт                 |
| 2004                         | Бруно Жункейра        | Lola                  | Ford-Cosworth         | Newman/Haas Racing      | Отчёт                 |
| 2005                         | Ориоль Сервия         | Lola                  | Ford-Cosworth         | Newman/Haas Racing      | Отчёт                 |
| 2006                         | Себастьен Бурде       | Lola                  | Ford-Cosworth         | Newman/Haas Racing      | Отчёт                 |

### Формула-Атлантик
Гонки серии проходили только на автодроме имени Жиля Вильнёва.
| Сезон | Гонщик              |
| ----- | ------------------- |
| 1978  | Джефф Вуд           |
| 1979  | Хоуди Холмс         |
| 1980  | Жак Вильнёв-ст.     |
| 1981  | Кевин Коган         |
| 1982  | Тим Коконис         |
| 1983  | Роберто Морено      |
| 1986  | Скотт Гудьир        |
| 1988  | Скотт Харрингтон    |
| 1989  | Скотт Гудьир        |
| 1990  | Джокко Каннингем    |
| 1991  | Джимми Вассер       |
| 1992  | Крис Смит           |
| 1993  | Жак Вильнёв-мл.     |
| 1994  | Ричи Хирн           |
| 1995  | Дэвид Эмпрингем     |
| 1996  | Патрик Карпентье    |
| 1997  | Бертран Годен       |
| 1998  | Ли Бентам           |
| 1999  | Алекс Тальяни       |
| 2000  | Дэвид Ратледж       |
| 2001  | Дэвид Ратледж       |
| 2002  | Рики Моран          |
| 2003  | Эй-Джей Олмендингер |
| 2004  | Джон Фогерти        |
| 2005  | Антуан Бессетт      |
| 2006  | Грэм Рэйхол         |